# 5e session du Comité du patrimoine mondial
La 5e session du Comité du patrimoine mondial a eu lieu du 26 octobre 1981 au 30 octobre 1981 à Sydney, en Australie.

## Participants
Les membres du comité du patrimoine mondial sont représentés par les États suivants :
- Allemagne de l'Ouest
- Argentine
- Australie (présidence)
- Brésil (vice-présidence)
- Bulgarie (vice-présidence)
- Chypre
- Égypte
- États-Unis
- France
- Guinée (vice-présidence)
- Irak
- Italie
- Jordanie
- Libye
- Népal (vice-présidence)
- Pakistan
- Panama
- Sénégal
- Suisse
- Tunisie (rapporteur)
- Zaïre

La session inclut également les États et organisations suivantes :
- États observateurs :
  -  Canada
  -  Chili
  -  Inde
  -  Iran
  -  Malte
  -  Pologne
  -  Portugal

- Organisations invitées à titre consultatif :
  - ICOMOS
  - UICN

- Organisations internationales gouvernementales et non-gouvernementales
  - Conseil international des musées
  - Fédération internationale des architectes paysagistes (en)
  - Organisation arabe pour l'éducation, la culture et les sciences

## Patrimoine mondial
Le Comité décide de l'inscription sur la liste du patrimoine mondial 26 sites, soit tous ceux qui lui sont recommandés par le Bureau du patrimoine mondial cette année-là.
L'Argentine, l'Australie, Guinée et le Maroc connaissent leur première inscription.
Les critères indiqués sont ceux utilisés par l'Unesco depuis 2005, et non pas ceux employés lors de l'inscription des sites. Par ailleurs, les superficies mentionnées sont celles des biens actuels, qui ont pu être modifiées depuis leur inscription.
| Bien                                                                               | Pays                 | Type                              | Superficie (ha) | Zone tampon (ha) | Lien       | Notes | Coordonnées                          | Illus. |
| ---------------------------------------------------------------------------------- | -------------------- | --------------------------------- | --------------- | ---------------- | ---------- | --- | ------------------------------------ | ------ |
| Cathédrale de Spire                                                                | Allemagne de l'Ouest | Culturel (ii)                     |                 |                  | 168        | | 49° 19′ 02″ nord, 8° 26′ 33″ est     |        |
| La Résidence de Wurtzbourg avec les jardins de la Cour et la place de la Résidence | Allemagne de l'Ouest | Culturel (i), (iv)                | 14,77           | 25,01            | 169        | | 49° 47′ 34″ nord, 9° 56′ 19″ est     |        |
| Los Glaciares                                                                      | Argentine            | Naturel (vii), (viii)             | 726 927         |                  | 145        | Lors de l'inscription, le Chili se réserve le droit d'inscrire la partie du parc qu'il considère sous sa souveraineté. L'Argentine rejette cette proposition, considérant que la totalité du bien est situé sous sa souveraineté. En 2020, la délimitation de la frontière entre les deux pays n'est pas encore réglée dans la région. | 50° 00′ 00″ sud, 73° 14′ 58″ ouest   |        |
| Parc national du Kakadu                                                            | Australie            | Mixte (i), (vi), (vii), (ix), (x) | 1 980 995       |                  | 147        | Les limites du bien sont modifiées en 1987 (région d'Alligator Rivers (en)), 1992 (pour inclure la totalité du parc) et 2011 (région de Koongarra) | 12° 25′ 16″ sud, 132° 40′ 23″ est    |        |
| La Grande Barrière                                                                 | Australie            | Naturel (vii), (viii), (ix), (x)  | 34 870 000      |                  | 154        | | 18° 17′ 00″ sud, 147° 42′ 00″ est    |        |
| La région des lacs Willandra                                                       | Australie            | Mixte (iii), (viii)               | 240 000         |                  | 167        | Les limites du bien sont réduites de près du tiers en 1995 | 34° sud, 143° est                    |        |
| Île Anthony                                                                        | Canada               | Culturel (iii)                    |                 |                  | 157        | Renommé « SGang Gwaay (île Anthony) » en 2000, puis simplement « Sgang Gwaay » en 2006. | 52° 05′ 56″ nord, 131° 13′ 03″ ouest |        |
| Le Secteur du précipice à bisons                                                   | Canada               | Culturel (vi)                     | 4 000           |                  | 158        | | 49° 44′ 58″ nord, 113° 37′ 30″ ouest |        |
| Parc national de Mammoth Cave                                                      | États-Unis           | Naturel (vii), (viii), (x)        | 21 191          |                  | 150        | | 37° 11′ 13″ nord, 86° 06′ 04″ ouest  |        |
| Parc national olympique                                                            | États-Unis           | Naturel (vii), (ix)               | 369 660         |                  | 151        | Étendu en 1990. | 47° 58′ 10″ nord, 123° 29′ 55″ ouest |        |
| Palais et parc de Fontainebleau                                                    | France               | Culturel (ii), (vi)               | 144             |                  | 160        | | 48° 24′ 08″ nord, 2° 42′ 02″ est     |        |
| Château et domaine de Chambord                                                     | France               | Culturel (i), (ii), (iv)          |                 |                  | 161        | Inclus en 2000, avec d'autres biens, dans le site du Val de Loire. | 47° 36′ 58″ nord, 1° 31′ 02″ est     |        |
| Cathédrale d'Amiens                                                                | France               | Culturel (i), (ii)                | 1,54            | 115              | 162        | | 49° 53′ 42″ nord, 2° 18′ 08″ est     |        |
| Théâtre antique et ses abords et "Arc de triomphe" d'Orange                        | France               | Culturel (iii), (vi)              | 9,45            | 232              | 163        | | 44° 08′ 09″ nord, 4° 48′ 30″ est     |        |
| Monuments romains et romans d'Arles                                                | France               | Culturel (ii), (iv)               | 65              |                  | 164        | | 43° 40′ 40″ nord, 4° 37′ 50″ est     |        |
| Abbaye cistercienne de Fontenay                                                    | France               | Culturel (iv)                     | 5,77            | 1 397            | 165        | | 47° 38′ 22″ nord, 4° 23′ 21″ est     |        |
| Parc archéologique et ruines de Quirigua                                           | Guatemala            | Culturel (i), (ii), (iv)          |                 |                  | 149        | | 15° 16′ 10″ nord, 89° 02′ 25″ ouest  |        |
| Réserve naturelle intégrale du Nimba                                               | Guinée               | Naturel (ix), (x)                 | 17 540          |                  | 155        | Étendu à la Côte d'Ivoire en 1982. En péril depuis 1992. | 7° 38′ 16″ nord, 8° 25′ 14″ ouest    |        |
| Médina de Fès                                                                      | Maroc                | Culturel (ii), (v)                | 280             |                  | 170        | | 34° 03′ 40″ nord, 4° 58′ 40″ ouest   |        |
| Monuments historiques de Thatta                                                    | Pakistan             | Culturel (iii)                    |                 |                  | 143        | Inscription ajournée l'année précédente. Renommé en 2009 « Monuments historiques à Makli, Thatta ». | 24° 46′ 00″ nord, 67° 54′ 00″ est    |        |
| Fort et jardins de Shalimar à Lahore                                               | Pakistan             | Culturel (i), (ii), (iii)         |                 |                  | 171 et 172 | Le bien combine deux propositions distinctes du Pakistan : le fort de Lahore et les jardins de Shalimar. En péril entre 2000 et 2012. | 31° 35′ 25″ nord, 74° 18′ 35″ est    |        |
| Parc national du Darien                                                            | Panama               | Naturel (vii), (ix), (x)          | 579 000         |                  | 159        | | 7° 44′ 10″ nord, 77° 32′ 50″ ouest   |        |
| Parc national des oiseaux de Djoudj                                                | Sénégal              | Naturel (vii), (x)                | 16 000          |                  | 25         | Inscription ajournée les trois années précédentes. En péril entre 1984 et 1988, et entre 2000 et 2006. | 16° 30′ 00″ nord, 16° 10′ 00″ ouest  |        |
| Parc national du Niokolo-Koba                                                      | Sénégal              | Naturel (x)                       | 913 000         |                  | 153        | En péril depuis 2007. | 13° 04′ 00″ nord, 12° 43′ 00″ ouest  |        |
| Ruines de Kilwa Kisiwani et ruines de Songo Mnara                                  | Tanzanie             | Culturel (iii)                    |                 |                  | 144        | En péril entre 2004 et 2014. | 8° 57′ 54″ sud, 39° 29′ 46″ est      |        |
| Parc national de Serengeti                                                         | Tanzanie             | Naturel (vii), (x)                | 1 476 300       |                  | 156        | | 2° 20′ 00″ sud, 34° 34′ 00″ est      |        |